# Valea Plopilor
Valea Plopilor – wieś w Rumunii, w okręgu Giurgiu, w gminie Ghimpați. W 2011 roku liczyła 661 mieszkańców.